# Іспит (фільм)
Іспит (тур. Sinav) — турецька кінокомедія 2006 року.

## Сюжет
П'ятеро друзів переймаються майбутнім іспитом зі вступу до університету. Але скласти іспит не так легко і тому вони вирішують вкрасти буклети з питаннями.

## У ролях
| Актор             | Роль          |
| ----------------- | ------------- |
| Гувен Кірак       | Рафет 69      |
| Айда Аксель       | Гюлер         |
| Бетул Альганатай  | Ганде         |
| Зафер Алгоз       | комісар Метін |
| Ягмур Атакан      | Сінан         |
| Окан Байулген     | Левент Лемі   |
| Неджат Бірекік    | Аднан         |
| Туба Буйукустун   | Зейнеп Ерез   |
| Жан-Клод Ван Дамм | Чарльз        |